# Lushan (città)
Lushan (庐山市S, LúshānP) è una città-contea della Cina, situata nella provincia di Jiangxi e amministrata dalla prefettura di Jiujiang.